# Need for Speed: Underground 2
Need for Speed: Underground 2 (накратко NFSU2) е състезателна видео игра, 8-ата от поредицата Need for Speed, разработена от Electronic Arts и публикувана на 18 ноември 2004 г. за PC, PS2, Xbox, GameCube, GBA и Nintendo DS. Версията за PSP е публикувана в периода от януари до септември 2005 г.

## Геймплей
В тази част от поредицата, подобно на своите предшественици, става дума за незаконни състезания и тунинговане на спортни коли. Те трябва да бъдат успешни, за да получите пари в кариерата си. Играта предлага нов режим на „свободно движение“, покриващ 200 км път, сред измисления град Bayview, който е разделен на пет области. Отделните секции се отключват постепенно в хода на играта. Както в прекия предшественик Underground, всички състезания се провеждат през нощта, което обяснява липсата на полиция, която да гони играчите заради незаконните състезания.
Въведени са нови видове състезания (StreetX, Underground Racing League, Downhill Drift, оф-роуд състезания), броят на частите за тунинг се удвоява, добавени са 14 коли и задълбочен Performance Tuning. Има онлайн режим за до шест играча, който обаче е изключен от EA през 2010 г.
|  | Тази страница частично или изцяло представлява превод на страницата Need for Speed: Underground 2 в Уикипедия на английски. Оригиналният текст, както и този превод, са защитени от Лиценза „Криейтив Комънс – Признание – Споделяне на споделеното“, а за съдържание, създадено преди юни 2009 година – от Лиценза за свободна документация на ГНУ. Прегледайте историята на редакциите на оригиналната страница, както и на преводната страница, за да видите списъка на съавторите. ВАЖНО: Този шаблон се отнася единствено до авторските права върху съдържанието на статията. Добавянето му не отменя изискването да се посочват конкретни източници на твърденията, които да бъдат благонадеждни. |